# ناو سی‌اس‌اس فلوریدا
سی‌اس‌اس فلوریدا (کروزر) (به انگلیسی: CSS Florida (cruiser)) یک کشتی بود که طول آن ۱۹۱ فوت (۵۸ متر) بود. این کشتی در سال ۱۸۶۲ ساخته شد.